# Heidepiraat
De heidepiraat (Piratula uliginosa) is een spinnensoort uit de familie van de wolfspinnen (Lycosidae). De wetenschappelijke naam van de soort werd in 1856 als Potamia uliginosa gepubliceerd door Tamerlan Thorell. De soort werd tot 2016 in het geslacht Pirata geplaatst.
De soort komt voor in Europa en verder oostelijk tot in West-Siberië.